# Chrysosoma ludens
Chrysosoma ludens är en tvåvingeart som beskrevs av Octave Parent 1935. Chrysosoma ludens ingår i släktet Chrysosoma och familjen styltflugor. Inga underarter finns listade i Catalogue of Life.